# Kongsberg Gruppen
Kongsberg Gruppen ASA är en norsk industrikoncern som är verksam inom petroleum, sjöfart, försvar och rymdfart.

## Affärsområden
- Kongsberg Maritime, som 2018 köpte Rolls Royce Maritime.
  - Affärsområdet har verksamhet i bland annat Kristinehamn
- Kongsberg Defence Systems
- Kongsberg Protech Systems
- Kongsberg Oil & Gas Technologies

## Verkställande direktörer
- Fredrik Meyn, 1824–1848
- Peder Christian Holst, 1842–1854
- Jens Landmark, 1854–1880
- Ole Herman Krag, 1880–1895
- Johan Jørgen Schwartz, 1912–1916
- Bjarne Hurlen, 1956–1975
- Arthur J. Aasland, 1975–1978
- Rolf Qvenild, 1978–1987
- Tor Espedal, 1987–1987
- Jan T. Jørgensen, augusti 1987–1999[4]
- Jan Erik Korssjøen, 1999–2008
- Walter Qvam, 2008–2016
- Geir Håøy, 2016–[2]

Denna lista hämtas från Wikidata. Informationen kan ändras där.